# Distrito del Norte
O Distrito del Norte ou da Venezuela' foi uma subdivisão judicial e militar da Grã-Colômbia, correspondendo ao atual território da Venezuela, incluindo a região oeste do Rio Essequibo.
Esta entidade foi criada pela lei de 12 de Outubro de 1821, como o Congresso da Colômbia servir os desígnios da Constituição de Cúcuta, decidiu subdividir tribunal e militarmente o país em distritos, a fim de gerenciar um justiça maneira mais eficaz nas diversas áreas do país.
Territorialmente el distrito composta todo o território da antiga Capitania-Geral da Venezuela, que junto com os distritos de Nova Granada e Equador formava todo o território da Grã-Colômbia. O tribunal de justiça de cada uma dessas subdivisões foi composto por nove ministros, sete dos quais eram juízes e dois promotores. A capital do distrito era a atual Caracas.

## Divisões administrativas
Quando foi criado pela Lei de 12 de Outubro de 1821, o Distrito del Norte compreendia os departamentos da Venezuela, Orinoco e Zulia. Mais tarde, em 1824 foi criado o departamento de Apure e atribuído a este distrito.
Ao total, o Distrito del Norte compreendia 4 departamentos:
- Departamento de Apure. Capital: Barinas.
- Departamento de Orinoco. Capital: Angostura.
- Departamento de Venezuela. Capital: Caracas.
- Departamento de Zulia. Capital: Maracaibo.